# Джессіка Честейн
Дже́ссіка Міше́ль Честе́йн (англ. Jessica Michelle Chastain; нар. 24 березня 1977) — американська акторка театру, кіно та телебачення, кінопродюсерка. Лауреатка премії «Оскар» за головну роль у фільмі «Очі Таммі Фей» (2021). У 2012 році була включена до щорічного списку ста найвпливовіших людей року за версією Time.

## Життєпис
Народилася в місті Сакраменто, столиці американського штату Каліфорнія, за різними джерелами, 24 березня 1977 року (точну дату народження акторка не афішує), старшою з п'яти дітей (має двох братів і двох сестер) в сім'ї шеф-кухарки Джеррі Честейн і вітчима Майкла Гасті, пожежника. В 2012 році згадувала, що один із братів служить в Іраку. Честейн має дошлюбне прізвище матері.
Семилітньою бабуся відвела Джессіку на мюзикл Ендрю Ллойда Веббера та Тіма Райса «Йосиф та його дивовижний, різнокольоровий плащ снів». Після цього вона зрозуміла, що акторство стане її професією: «Я не те, щоб хотіла стати акторкою. Я скоріше вже була нею. Це моя робота. Усе це було настільки зрозумілим, що мені ніколи не доводилося вибирати».
У підлітковому віці займалася танцями. У 1995 році закінчила школу El Camino Fundamental High School в Сакраменто. Також навчалася у Міському коледжі Сакраменто (англ. Sacramento City College). Після середньої школи грала Джульєтту в постановці «Ромео та Джульєтта». Від актора, який грав Ромео, дізналася про Джульярдську школу, один із найбільших закладів вищої освіти США в галузі мистецтва та музики, і вирішила вступити туди. Після прослуховування, на якому читала монолог Джульєтти, Честейн була прийнята, ставши першою в сім'ї, хто вступив до коледжу. Восени 1999 року з бабусею вирушила на інший кінець країни — до Нью-Йорка, де й була Джульярдська школа. Сплатити навчання допоміг випускник Джульярда Робін Вільямс: сім'я Честейн не мала достатньо грошей, але Честейн отримала від Вільямса стипендію, яка покривала всі витрати. У 2003 році акторка закінчила Джульярд.
Є веганкою.

## Кар'єра

### Перші ролі й розвиток кар'єри
Відразу після навчання Честейн перестала брати в батьків гроші й почала працювати. Спочатку «працювала де тільки можна»: підробляла аніматоркою на дитячих ранках, а в одному телешоу грала мертве тіло. Ролі в серіалах, переважно епізодичні, стали її першим досвідом роботи на телебаченні. Джессіка Честейн дебютувала в готичній мильній опері 2004 року «Похмурі тіні». Пізніше продовжувала зніматися на телебаченні і в основному виконувала епізодичні ролі в таких серіалах, як «Сусідка» й «Вероніка Марс». У серіалі «Закон та порядок. Суд присяжних», який виходив з 2005 до 2006 року, Честейн втілювала помічницю окружного прокурора Сігрун Борг. У 2006 році Честейн зіграла в епізодах серіалів «Поряд з будинком» та «Докази» та у другорядній ролі Шарлотти Ормонд у мінісеріалі «Чорна борода», а в 2007 — в епізоді «Friendly Skies» (укр. «Друже») серіалу «Мандрівник».
У 2008 році Честейн дебютувала у повнометражному кіно головною роллю в незалежному фільмі «Жолін», за яку була удостоєна премії за найкращу жіночу роль на Міжнародному кінофестивалі в Сіетлі. Після цього виконала ролі другого плану в кількох великих фільмах, випущених у прокат протягом 2011 року і успішних у критики («Укриття», «Коріолан», «Древо життя» і «Прислуга»). За роль у фільмі «Прислуга» була номінована на «Золотий глобус» та «Оскар» у категорії Найкраща жіноча роль другого плану.
2010 року на Міжнародному кінофестивалі в Торонто відбулася прем'єра фільму «Розплата». Честейн виконала роль Рейчел Сінгер — агентки «Моссаду» на секретному завданні 1965 року. Колегами по знімальному майданчику стали Сем Вортінгтон, Мартон Чокаш, Гелен Міррен. Коли Честейн читала сценарій, героїня їй дуже сподобалися, і вона була дуже схвильована, отримавши роль, оскільки «важко виборювала її». Готуючись до ролі, акторка прочитала велику кількість матеріалів про Голокост, навчалася ізраїльському бойовому мистецтву крав мага, освоїла ізраїльський акцент, а також вивчала німецьку і вивчала відео з молодою Гелен Міррен, щоб запам'ятати її міміку та інтонації. За роль Рейчел Сінгер Честейн отримала кілька нагород та позитивну оцінку критики.

### 2011: прорив
У 2008 році Честейн знялася в драмі Терренса Маліка «Дерево життя» з Бредом Піттом. Хоча прем'єра картини відбулася лише у 2011 році, тоді вона завоювала на 64-му Канському кінофестивалі головну нагороду, «Золоту пальмову гілку». За сюжетом, у одного з трьох синів пари розвивається едіпів комплекс. Честейн охарактеризувала свою героїню (матір) як «втілення людинолюбства», проте говорила, що зображати її спокій було дуже важко. Честейн хотіла зобразити героїню максимально приземленою та реалістичною. Готуючись до ролі, вона багато медитувала і розглядала картини з Мадонною. Також переглянула майже всі фільми з Лорен Беколл. Робота Честейн у «Древі життя» удостоїлася багатьох нагород, включаючи премії Асоціації кінокритиків Остіна у номінації «Прорив року» (на цій же церемонії вона перемогла в номінації «Найкраща акторка другого плану» за фільм «Укриття»), премій Асоціації кінокритиків Чикаго у номінації «Найкраща акторка другого плану» та «Супутник» у тій же номінації.

Знайомство з продюсеркою «Дерева» Сарою Грін принесло Честейн ще одну роль. Грін представила її режисерові Джеффу Ніколсу, який знімав драматичний трилер «Укриття», і той запросив Честейн на головну жіночу роль. За словами Честейн, до причин, з яких проєкт її зацікавив, була можливість попрацювати з Шенноном, шанувальницею якого вона була, а також з Ніколсом, оскільки її вразив його попередній фільм, «Вогнепальні історії».

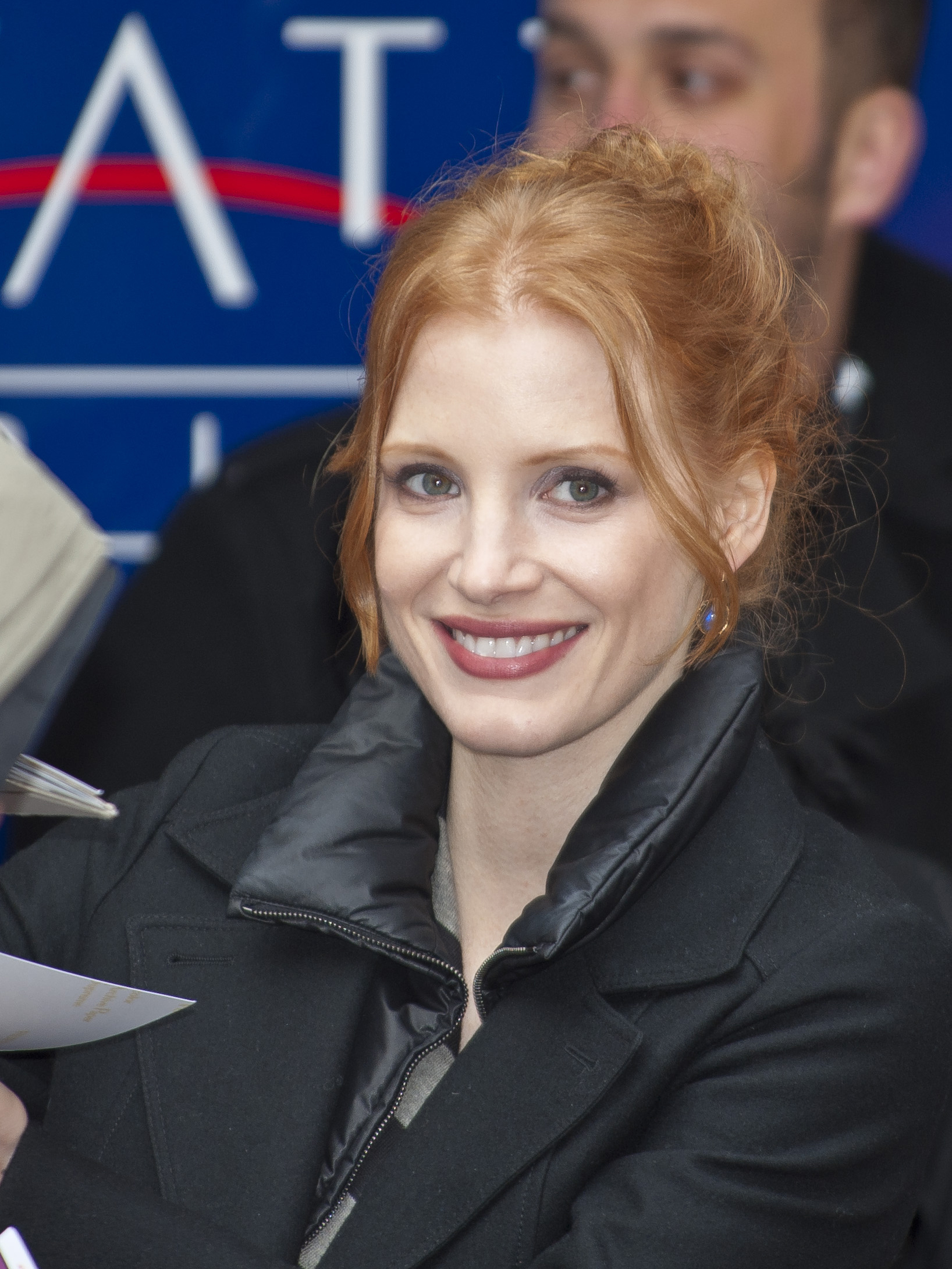
Джессіка Честейн на пресконференції фільму «Коріолан», 14 лютого 2011

Роль принесла Честейн кілька номінацій і нагород різних спільнот кінокритиків, а також номінації на премії «Сатурн» найкращій акторці, «Незалежний дух» у категорії «Найкраща жіноча роль другого плану» та «Gotham Awards» на категорії «Найкращий акторський ансамбль». «Укриття», прем'єра якого відбулася 24 січня 2011 року на фестивалі незалежного кіно «Санденс», став першим із п'яти фільмів за участю Честейн, які того року вийшли на екран. У лютому на 61-му Берлінському міжнародному кінофестивалі прем'єровано драму «Коріолан», в якому вона працювала. Фільм був дуже високо оцінений критикою і виборов головний приз фестивалю — «Золотого ведмедя».
10 серпня у прокат вийшла феміністична драма про расову сегрегацію «Прислуга» Тейта Тейлора, екранізація однойменного бестселера Кетрін Стокетт про жительок столиці південного штату Міссісіпі, Джексона, у 1960-ті, коли чорношкірі стали активно боротися за свої права. Головною героїнею є Євгенія (Емма Стоун), яка мріє написати книгу від імені чорношкірої обслуги, щоб продемонструвати численні обмеження прав афроамериканців. Честейн виконала роль другого плану — Селію Фут, яка ніяк не може встановити добрих стосунків із сусідками. Готуючись до ролі, Честейн з'їздила в містечко Шугар Дітч (Sugar Ditch), штат Теннессі, де виросла її героїня. Голос Селії Честейн скопіювала з голосу матері Стокетт, з якою зустрілася на початку репетицій. Щоб набрати вагу для ролі, Честейн була змушена багато їсти, зокрема продукти з соєю. Для сцени, де Селія їсть смажене курча, для Честейн приготували спеціальне «веганське курча». Стрічка стала касовим хітом, заробивши понад 210 млн доларів при бюджеті в 20 млн, і отримала позитивні оцінки критики. За роль Селії Фут Честейн була номінована на безліч премій, зокрема на «Оскар», «Золотий глобус», BAFTA у категорії «Найкраща жіноча роль другого плану» та Премію Гільдії кіноакторів США у категоріях «Найкраща жіноча роль другого плану» та «Найкращий акторський склад в ігровому кіно». З цих п'яти нагород Честейн здобула Премію Гільдії кіноакторів США як учасниця кращого акторського складу року.
У вересні на 68-му Венеціанському кінофестивалі представлено документальний фільм «Саломея Вайлда» Аль Пачіно на основі театральної постановки. Честейн зіграла біблійну персонажку Саломею. Цей давно знятий фільм став свого часу для Честейн першим, вона називала Аль Пачіно своїм «хрещеним батьком у світі кіно». 9 вересня на тому ж фестивалі в рамках основної конкурсної програми пройшла прем'єра детектива «Поля» режисерки Емі Манн, де Честейн зіграла з Семом Вортінгтоном, колегою за «Розплатою», Джеффрі Діном Морганою та Хлоєю Грейс Морец.

### 2012—донині
У 2012 році Джессіка Честейн зіграла в драмі «Колір часу». Працювала з Терренсом Маліком над романтичною драмою «До дива», але її роль вирізали з фільму. У трилері Кетрін Біґелоу «Тридцять хвилин по півночі» зіграла Маю й за бездоганне перевтілення була номінована на премію «Оскар» за найкращу жіночу роль. У 2013 році виконала головну роль у фільмі жахів Андреса Мускетті «Мама».
У 2014 році Честейн із Меттью Мак-Конагеєм, Енн Гетевей та Майклом Кейном знялась у науково-фантастичній драмі Крістофера Нолана «Інтерстеллар». Для ролі брала уроки астрономії у астрофізика Кіпа Стівена Торна, виконавчого продюсера фільму. «Інтерстеллар» став для Честейн першим фільмом у жанрі сай-фай і першою її великобюджетною стрічкою: виробництво коштувало 165 мільйонів. Фільм став касовим хітом, зібравши понад 660 мільйонів доларів, і отримав позитивні відгуки.
4 листопада на відкритті Фестивалю Американського інституту кіномистецтва пройшла прем'єра кримінального фільму «Найжорстокіший рік» режисера Джей Сі Чендора з Оскаром Айзеком та Честейн у головних ролях. Під час підготовки до ролі Честейн вивчала події 1981 року та дивилася документальні фільми про нью-йоркський акцент, щоб достовірніше зобразити мешканку Брукліна. Дорогий одяг, який носить героїня Честейн — це речі з колекцій 80-х років будинку Armani, надані Робертою Армані на прохання Честейн. Вона підкреслила силу і амбітність своєї героїні і говорила, що вона відрізняється від усіх персонажів, якиз їй коли-небудь доводилося грати. За цю роль Честейн втретє номінована на «Золотий глобус». Національна рада кінокритиків США визнала Честейн найкращою акторкою другого плану, а сам фільм — найкращим у році.

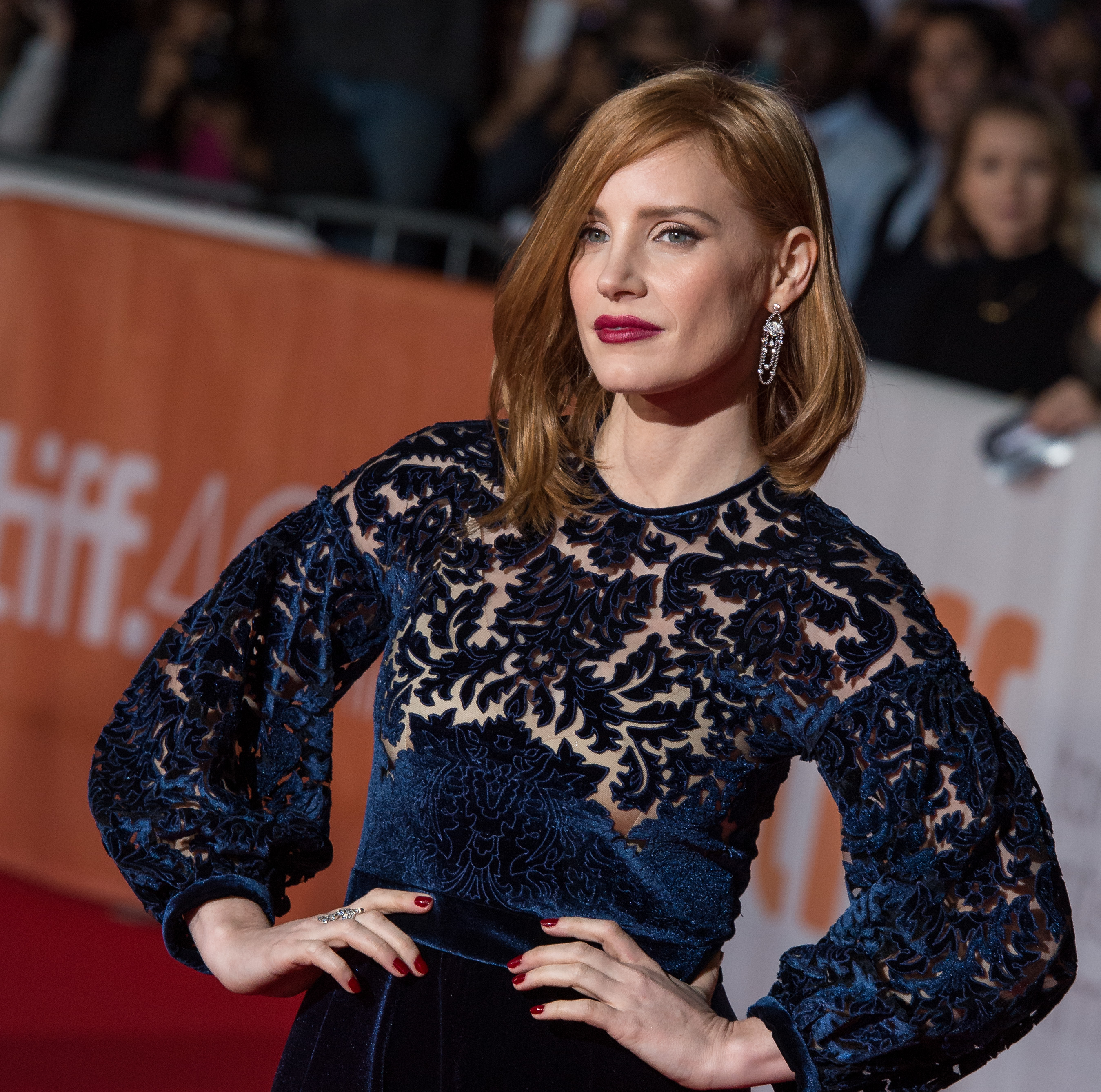
Честейн на прем'єрі фільму «Марсіянин», 11 вересня 2015

У жовтні 2015 року в прокат вийшли науково-фантастична драма Рідлі Скотта «Марсіянин» та фільм жахів Гільєрмо дель Торо «Багряний пік». У «Марсіанині» Честейн втілила керівницю експедиції Ares III Меліссу Льюїс. Про те, що Скотт шукає акторку для нового фільму, Честейн дізналася за кілька днів після виходу «Інтерстеллара». Спочатку вона прочитала книгу, що стала основою фільму, а потім зустрілася з режисером. Вона погодилася брати участь з кількох причин, серед яких було бажання зіграти астронавтку і попрацювати зі Скоттом. До ролі Честейн готувала астронавтка Трейсі Колдвел Дайсон, учасниця двох довготривалих екіпажів МКС. Вони вперше зустрілися у Космічному центрі Джонсона, де Честейн провела весь день. Крім того, Честейн на кілька днів вирушила до Лабораторії реактивного руху, яка займається розробкою безпілотних кораблів для НАСА. Підготовка до зйомок була складною і містила тренування у важкому скафандрі та імітацію роботи за умов відсутності гравітації. Фільм вийшов у прокат 2 жовтня і миттєво завоював визнання кінокритики.
У «Багряному піку», що вийшов 16 жовтня, Честейн виконала одну з головних ролей — Люсіль Шарп. Честейн «прикипіла» до героїні ще тоді, коли Бенісіо дель Торо надіслав їй сценарій: вона зазначала, що завжди хотіла брати ролі, в яких можна «далеко піти від себе», а в Люсіль Шарп було саме це — вона зовсім не схожа ні на кого з попередніх героїнь. Зйомки давалися важко: «Багряний пік» знімався практично одночасно з «Найжорстокішим роком», і Честейн доводилося працювати над двома зовсім різними персонажками. Крім того, щоб зобразити болісно худу Люсіль, Честейн доводилося одягати «жахливий вузький одяг», дуже туго затягувати корсети та сукні. Готуючись до ролі, протягом чотирьох місяців вона брала уроки гри на піаніно. Честейн називала свою героїню «загадковою, замкненою особистістю, у якої було похмуре дитинство», і, щоб легше увійти в цей образ, розміщувала на стінах гримерки репродукції картин з трупами, читала цвинтарну поезію та дивилася психологічні трилери.
У 2016 році Честейн виконала головну роль у політичному трилері Джона Меддена «Небезпечна гра Слоун», за яку була номінована на премію «Золотий глобус» за найкращу жіночу роль — драма. Навесні 2017 року на екрани вийшла історична військова драма «Дружина наглядача зоопарку» про окупацію Польщі Третім рейхом. Честейн втілила Антоніну Жабінську, польську письменницю та діячку руху Опору, Праведницю народів світу, що переховувала від нацистів сотень євреїв, що втекли з варшавського гето, у спустілих клітках для тварин.
У тому ж році у світовому прокаті стартувала біографічна драма «Гра Моллі», знята за мотивами книги Моллі Блум, однієї з найзнаменитіших особистостей у світі покеру. Честейн виконала головну роль, за яку була номінована на «Золотий глобус». Її партнерами стали Ідріс Ельба, Кевін Костнер, Майкл Сера та Джеремі Стронг.
У 2019 році Честейн працювала у двох картинах: головна лиходійка у блокбастері «Люди Ікс: Темний Фенікс», та доросла Беверлі Марш у фільмі жахів «Воно 2».
У 2020 році відбулася прем'єра нового фільму з Честейн у головній ролі, «Агент Єва». З режисером Тейтом Тейлором Честейн працювала раніше на зйомках драми «Прислуга». Сюжет стрічки закручується навколо агентки Єви, на яку відкриває полювання бос секретної служби в особі Коліна Фаррелла. Також у картині зіграв Джон Малкович.
2021 року Честейн удостоїлася акторської нагороди міжнародного кінофестивалю в Торонто — TIFF Tribute Awards. Також отримала нагороду «Срібна раковина» міжнародного кінофестивалю у Сан-Себастьяні у категорії «Найкраща головна роль» за виконання ролі Теммі Фей у біографічній драмі «Очі Теммі Фей». За цю роль вона також отримала премію «Оскар».

## Відгуки критики
Акторські роботи Честейн високо оцінює кінокритика. Роль Рейчел Сінгер у трилері «Розплата» стала першою широко обговорюваною її роллю і була тепло прийнята. Джон ДеФоур з газети «The Washington Post» писав: «Хоча Гелен Міррен займає найбільш помітне місце в рекламних матеріалах, серце фільму б'ється в молодії версії її персонажки, зіграної акторкою-відкриттям цього року Джессікою Честейн». Пітер Треверс, критик журналу «Rolling Stone», назвав Честейн «проводом під напругою» і додав, що «у її з Чокашем і Вортінгтон сценах є іскра, якої наступним сценам не вистачає».
Наступну велику роль Честейн у «Древі життя» також зустріли хорошими відгуками. Героїню Честейн описували як «втілення материнства та краси» та «милосердя». Кеннет Тюран з журналу «Los Angeles Times» назвав Честейн «прекрасною і обдарованою молодою акторкою», а Джастін Чен з «Variety» писав, що Честейн зіграла матір «з несамовитою вразливістю». За виконання ролі наївної Селії Фут у драмі «Прислуга» Честейн удостоїлася загалом позитивних відгуків. Пітер Треверс, що раніше позитивно відгукувався про роль Честейн у «Розплаті», писав, що Селія Фут «могла б стати шаблонною секс-бомбою, якби сліпуча Джессіка Честейн не зіграла її з такою теплотою і почуттям». Були протилежні думки: так, наприклад, критик «The Hollywood Reporter» Кірк Ганікут написав про клішованість персонажки і назвав Селію «тупою блондинкою».
Фільм жахів «Мама» також приніс позитивну критику. Оглядач «San Francisco Chronicle» Мік Ласалль назвав гру Честейн «кращим, що є у фільмі», а Річард Роупер з «Philadelphia Inquirer» писав про її образ рокерки: «Він неймовірно далекий від перетворення Честейн на Цілі номер один», за яке вона номінувалася на «Оскар», і ще раз доводить, що вона є однією з найкращих акторок свого покоління". Однак деякі критики вважали вибір Честейн на цю роль не цілком вдалим. Наприклад, Марі Полс з журналу «Time», що дала середню оцінку фільму, написала, що Честейн для нього «надто хороша». Бетсі Шаркі з журналу «Los Angeles Times» назвала персонажку Честейн «клоном Джоан Джетт», а вибір Честейн на роль — «проблемою кастингу».
Роль Ганни Моралес у драмі «Найжорстокіший рік» теж прийняли прихильно. Мік Ласалль писав: «Честейн — втілення нью-йоркської нувориші, жінки епохи, і вона додає вогню у свій образ». Деякі критики порівняли Анну з леді Макбет, однак, на думку Кріса Нашаваті з «Entertainment Weekly», попри те, що зараз образ «відомої люті леді Макбет є штампом», Честейн все ж зуміла «дати Ганні несподівані риси та нову родзинку». Роббі Коллін з «Telegraph» відзначав «чудову, їдку хімію» між героями Честейн і Оскара Айзека, і писав про «самовладання, як у сталевої скульптури». Білл Гудікунтц, оглядач «The Arizona Republic», також згадував, що «Айзек і Честейн чудово зобразили пару, яка намагається зберегти власний бізнес».

## Джесіка Честейн і Україна
7 серпня 2022 року Джесіка Честейн відвідала Україну. У Києві акторка зустрілася з Президентом України, поспілкувалася з дітьми в лікарні «Охматдит», передала їм подарунки; у місті-герої Ірпіні дізналася про наслідки російської окупації. Після масованого ракетного обстрілу України 8 липня 2024 року закликала небайдужих фінансово підтримати відновлення постраждалої лікарні «Охматдит».

## Фільмографія

### Фільми
| Рік  |     | Українська назва                 | Оригінальна назва                           | Роль                   |
| ---- | --- | -------------------------------- | ------------------------------------------- | ---------------------- |
| 2008 | ф   | Джолін                           | Jolene                                      | Джолін                 |
| 2009 | ф   | Украдені життя                   | Stolen Lives                                | Селлі Енн              |
| 2010 | кф  |                                  | The Westerner                               | мати Деніела           |
| 2010 | ф   | Розплата                         | The Debt                                    | Рейчел у молодості     |
| 2011 | ф   | Укриття                          | Take Shelter                                | Саманта ЛаФорче        |
| 2011 | ф   | Коріолан                         | Coriolanus                                  | Віргілія               |
| 2011 | ф   | Древо життя                      | The Tree of Life                            | пані О'Браєн           |
| 2011 | ф   | Прислуга                         | The Help                                    | Селія Фут              |
| 2011 | док | Саломія Оскара Вайлда            | Wilde Salomé                                | Саломія                |
| 2011 | ф   | Убивчі поля Техаса               | Texas Killing Fields                        | Пем Столл              |
| 2011 | кф  | Дотик зла                        | Touch of Evil                               | Підпалювачка           |
| 2012 | мф  | Мадагаскар 3                     | Madagascar 3: Europe's Most Wanted          | Джія (голос)           |
| 2012 | ф   | Найп'янкіший округ у світі       | Lawless                                     | Меґґі Б'юфорд          |
| 2012 | ф   | Колір часу                       | The Color of Time                           | місіс Вільямс          |
| 2012 | ф   | Тридцять хвилин по півночі       | Zero Dark Thirty                            | Майя                   |
| 2013 | ф   | Мама                             | Mama                                        | Аннабель Мур           |
| 2013 | ф   | Зникнення Елеанор Ріґбі          | The Disappearance of Eleanor Rigby          | Елеанор Ріґбі          |
| 2014 | ф   | Міс Джулі                        | Miss Julie                                  | міс Джулі              |
| 2014 | ф   | Інтерстеллар                     | Interstellar                                | Мерфі Купер            |
| 2014 | ф   | Найжорстокіший рік               | A Most Violent Year                         | Анна Моралес           |
| 2015 | ф   | Багряний пік                     | Crimson Peak                                | Люсіль Шарп            |
| 2015 | ф   | Марсіанин                        | The Martian                                 | Мелісса Льюїс          |
| 2016 | ф   | Мисливець і Снігова королева     | The Huntsman: Winter's War                  | Сара                   |
| 2016 | ф   | Смерть і життя Джона Ф. Донована | The Death and Life of John F. Donovan       | журналістка            |
| 2016 | ф   | Небезпечна гра Слоун             | Miss Sloane                                 | Меделін Елізабет Слоун |
| 2017 | ф   | Дружина доглядача зоопарку       | The Zookeeper's Wife                        | Антоніна Жабинська     |
| 2017 | ф   | Жінка йде попереду               | Woman Walks Ahead                           | Кетрін Велдон          |
| 2017 | ф   | Гра Моллі                        | Molly's Game                                | Моллі Блум             |
| 2018 | док |                                  | This Changes Everything                     | у ролі самої себе      |
| 2019 | ф   | Люди Ікс: Темний Фенікс          | X-Men: Dark Phoenix                         | Маргарет / Вук         |
| 2019 | ф   | Воно: Частина друга              | It: Chapter Two                             | Беверлі Марш           |
| 2020 | док |                                  | Creating a Character: The Moni Yakim Legacy | у ролі самої себе      |
| 2020 | ф   | Агент Єва                        | Ava                                         | Єва                    |
| 2021 | ф   |                                  | The Forgiven                                | Джо Геннінґер          |
| 2021 | ф   | Очі Таммі Фей                    | The Eyes of Tammy Faye                      | Таммі Фей              |
| 2022 | ф   | 355                              | 355                                         | Солара                 |
| 2022 | ф   | Час Армагеддону                  | Armageddon Time                             | Меріенн Трамп          |
| 2022 | ф   | Хороший медбрат                  | The Good Nurse                              | Емі Лоурен             |
| 2024 | ф   | Материнський інстинкт            | Mothers' Instinct                           | Еліс                   |
| 2026 | ф   | Інциденти навколо будинку        | Incidents Around the House                  |                        |

### Телебачення
| Рік       |   | Українська назва               | Оригінальна назва          | Роль                               |
| --------- | - | ------------------------------ | -------------------------- | ---------------------------------- |
| 2004      | с | Темні тіні                     | Dark Shadows               | Керолін Стоддард (пілотний епізод) |
| 2004      | с | Швидка допомога                | ER                         | Далія Тасліц (епізод 10.16)        |
| 2004      | с | Вероніка Марс                  | Veronica Mars              | Сара Вільямс (епізод 1.07)         |
| 2005—2006 | с | Закон і порядок: Суд присяжних | Law & Order: Trial by Jury | Сігрун Борг (3 епізоди)            |
| 2006      | с |                                | Close to Home              | Кейсі Вірт (епізод 1.13)           |
| 2006      | с | Докази                         | The Evidence               | Лора Грін (пілотний епізод)        |
| 2006      | с | Чорна борода (міні-серіал)     | Blackbeard                 | Шарлотта Орман (основна роль)      |
| 2007      | с | Мандрівник                     | Journeyman                 | Тенна Блум (епізод 1.02)           |
| 2010      | с | Пуаро Агати Крісті             | Agatha Christie's Poirot   | Мері Дебен'ем (епізод 12.3)        |
| 2021      | с | Сцени з подружнього життя      | Scenes from a Marriage     | Міра (головна роль)                |
| 2022      | с | Джордж і Теммі                 | George & Tammy             | Теммі Вайнетт (головна роль)       |

## Нагороди й номінації

### Державні нагороди
- Орден княгині Ольги III ст. (Україна, 23 серпня 2022) — за значні особисті заслуги у зміцненні міждержавного співробітництва, підтримку державного суверенітету та територіальної цілісності України, вагомий внесок у популяризацію Української держави у світі.[70]

### Премії
| Нагорода                          | Рік  | Категорія                                       | Робота                     | Результат |
| --------------------------------- | ---- | ----------------------------------------------- | -------------------------- | --------- |
| Оскар                             | 2012 | Найкраща жіноча роль другого плану              | Прислуга                   | Номінація |
| Оскар                             | 2013 | Найкраща жіноча роль                            | Тридцять хвилин по півночі | Номінація |
| Оскар                             | 2022 | Найкраща жіноча роль                            | Очі Таммі Фей              | Перемога  |
| BAFTA Film Awards                 | 2012 | Найкраща жіноча роль другого плану              | Прислуга                   | Номінація |
| BAFTA Film Awards                 | 2013 | Найкраща жіноча роль                            | Тридцять хвилин по півночі | Номінація |
| Золотий глобус                    | 2012 | Найкраща жіноча роль другого плану              | Прислуга                   | Номінація |
| Золотий глобус                    | 2013 | Найкраща жіноча роль — драма                    | Тридцять хвилин по півночі | Перемога  |
| Золотий глобус                    | 2015 | Найкраща жіноча роль другого плану              | Найжорстокіший рік         | Номінація |
| Золотий глобус                    | 2017 | Найкраща жіноча роль — драма                    | Небезпечна гра Слоун       | Номінація |
| Золотий глобус                    | 2018 | Найкраща жіноча роль — драма                    | Гра Моллі                  | Номінація |
| Золотий глобус                    | 2022 | Найкраща жіноча роль — драма                    | Очі Таммі Фей              | Номінація |
| Золотий глобус                    | 2022 | Найкраща жіноча роль мінісеріалу або телефільму | Сцени з подружнього життя  | Номінація |
| Золотий глобус                    | 2023 | Найкраща жіноча роль мінісеріалу або телефільму | Джордж і Теммі             | Номінація |
| Премія Гільдії кіноакторів США    | 2012 | Найкраща жіноча роль другого плану              | Прислуга                   | Номінація |
| Премія Гільдії кіноакторів США    | 2012 | Найкращий акторський склад у фільмі             | Прислуга                   | Перемога  |
| Премія Гільдії кіноакторів США    | 2013 | Найкраща жіноча роль                            | Тридцять хвилин по півночі | Номінація |
| Премія Гільдії кіноакторів США    | 2022 | Найкраща жіноча роль                            | Очі Таммі Фей              | Перемога  |
| Премія Гільдії кіноакторів США    | 2023 | Найкраща жіноча роль мінісеріалу або телефільму | Джордж і Теммі             | Перемога  |
| Національна рада кінокритиків США | 2011 | Найкращий акторський склад                      | Прислуга                   | Перемога  |
| Національна рада кінокритиків США | 2012 | Найкраща жіноча роль                            | Тридцять хвилин по півночі | Перемога  |
| Національна рада кінокритиків США | 2014 | Найкраща жіноча роль другого плану              | Найжорстокіший рік         | Перемога  |